# Magdalena Pajala
Magdalena Pajala (* 11. März 1988 in Gällivare) ist eine ehemalige schwedische Skilangläuferin.

## Werdegang
Pajala trat bis 2008 bei Juniorenrennen an. Von 2008 bis 2018 nahm sie am Scandinavian Cup teil. Dabei erreichte sie sechs Podestplatzierungen, darunter einen Sieg und belegte in der Saison 2013/14 den vierten Platz in der Gesamtwertung. Ihr erstes Weltcuprennen lief sie Ende Februar 2008 in Stockholm, welches sie mit dem 48. Rang im Sprint abschloss. Den ersten Weltcuppunkt holte sie im März 2009 in Oslo mit dem 30. Rang im Sprint. Ihre beste Saison machte sie 2009/10. Die Tour de Ski 2009/10 beendete sie auf dem 35. Platz. Sie belegte dabei bei zwei Etappenrennen eine Top-Zehn-Platzierung. Bei den Olympischen Winterspielen 2010 in Vancouver belegte sie den zehnten Platz im Sprint und den fünften Rang in der Staffel. Im März 2010 erreichte sie in Drammen mit dem vierten Rang im Sprint ihr bestes Weltcupeinzelergebnis. Die Saison beendete sie auf dem 35. Platz in der Weltcupgesamtwertung und dem 13. Platz in der Sprintwertung. Bei den schwedischen Skilanglaufmeisterschaften 2010 in Piteå gewann sie Gold im Sprint. Im Januar 2013 holte sie in Liberec mit dem dritten Platz im Teamsprint ihren ersten und einzigen Podestplatz im Weltcup. Bei den nordischen Skiweltmeisterschaften 2013 im Val di Fiemme und den nordischen Skiweltmeisterschaften 2015 in Falun erreichte sie den 28. und den 26. Platz im Sprint.

## Siege bei Continental-Cup-Rennen
| Nr. | Datum           | Ort  | Disziplin       | Serie            |
| --- | --------------- | ---- | --------------- | ---------------- |
| 1.  | 5. Februar 2009 | Riga | Sprint Freistil | Scandinavian Cup |

## Platzierungen im Weltcup

### Weltcup-Statistik
Die Tabelle zeigt die erreichten Platzierungen im Einzelnen.
- 1.–3. Platz: Anzahl der Podiumsplatzierungen
- Top 10: Anzahl der Platzierungen unter den ersten zehn
- Punkteränge: Anzahl der Platzierungen innerhalb der Punkteränge
- Starts: Anzahl gelaufener Rennen in der jeweiligen Disziplin
- Hinweis: Bei den Distanzrennen erfolgt die Einordnung gemäß FIS.

| Platzierung         | Distanzrennen a | Distanzrennen a | Distanzrennen a | Distanzrennen a | Distanzrennen a | Skiathlon Verfolgung | Sprint | Etappen- rennen b | Gesamt | Team c | Team c  |
| Platzierung         | ≤ 5 km          | ≤ 10 km         | ≤ 15 km         | ≤ 30 km         | > 30 km         | Skiathlon Verfolgung | Sprint | Etappen- rennen b | Gesamt | Sprint | Staffel |
| ------------------- | --------------- | --------------- | --------------- | --------------- | --------------- | -------------------- | ------ | ----------------- | ------ | ------ | ------- |
| 1. Platz            |                 |                 |                 |                 |                 |                      |        |                   |        |        |         |
| 2. Platz            |                 |                 |                 |                 |                 |                      |        |                   |        |        |         |
| 3. Platz            |                 |                 |                 |                 |                 |                      |        |                   |        | 1      |         |
| Top 10              |                 | 1               |                 |                 |                 |                      | 9      |                   | 10     | 4      |         |
| Punkteränge         | 2               | 2               |                 |                 |                 |                      | 23     |                   | 27     | 5      | 1       |
| Starts              | 6               | 9               |                 | 1               |                 | 4                    | 32     | 4                 | 56     | 5      | 1       |
| Stand: Karriereende |                 |                 |                 |                 |                 |                      |        |                   |        |        |         |

### Weltcup-Gesamtplatzierungen
| Saison  | Gesamt | Gesamt | Distanz | Distanz | Sprint | Sprint |
| Saison  | Punkte | Platz  | Punkte  | Platz   | Punkte | Platz  |
| ------- | ------ | ------ | ------- | ------- | ------ | ------ |
| 2008/09 | 1      | 129.   | -       | -       | 1      | 90.    |
| 2009/10 | 248    | 35.    | 68      | 43.     | 180    | 13.    |
| 2010/11 | 20     | 84.    | -       | -       | 20     | 58.    |
| 2011/12 | 3      | 106.   | -       | -       | 3      | 75.    |
| 2012/13 | 139    | 45.    | -       | -       | 139    | 18.    |
| 2013/14 | 39     | 76.    | -       | -       | 39     | 47.    |
| 2014/15 | 62     | 65.    | -       | -       | 62     | 35.    |